# Georg Heilmann
Georg Heilmann (* 2. Januar 1892 in Staffelstein; † 1981) war ein deutscher Verwaltungsjurist.

## Werdegang
Heilmann schloss ein Studium der Rechtswissenschaften mit Promotion ab. Ab 1922 war er Bezirksamtmann im Landkreis Schweinfurt. Ab 1928 war er Ständiges Mitglied des Reichsversicherungsamtes und ab 1929 im Reichsarbeitsministerium tätig, wo er 1936 zum Ministerialrat und um 1941 zum Abteilungsdirigent und Leiter des Instituts für Wohnungs- und Siedlungswesen Berlin ernannt wurde. Aufgrund seiner Ehe mit einer Nichte Carl Goerdelers wurde er nach dem 20. Juli 1944 verhaftet.
Im Januar 1947 wurde er von der zuständigen Spruchkammer als entlastet eingestuft und daraufhin im bayerischen Wirtschaftsministerium angestellt. Im Januar 1948 wurde er zum Ministerialdirigenten und später zum Ministerialdirektor ernannt. Als Grenzlandkommissar vertrat er bis 1958 erfolgreich die Belange des ostbayerischen Raums.

## Ehrungen
- 1958: Großes Verdienstkreuz der Bundesrepublik Deutschland
- 1962: Bayerischer Verdienstorden